# Villers-Bouton
Villers-Bouton är en kommun i departementet Haute-Saône i regionen Bourgogne-Franche-Comté i östra Frankrike. Kommunen ligger i kantonen Rioz som tillhör arrondissementet Vesoul. År 2022 hade Villers-Bouton 178 invånare.

## Befolkningsutveckling
Antalet invånare i kommunen Villers-Bouton
| Referens: INSEE |